# 紀皇女
紀皇女（生卒年不詳），天武天皇之女。母親是蘇我赤兄之女大蕤娘，同母兄穗積皇子，同母妹田形皇女。
關於其生平的記載極少，現時只有《萬葉集》存有大江皇女之子弓削皇子思念紀皇女的相聞戀歌，但並無其他歷史文獻證明他們後來結為夫婦。又有一說指她是珂瑠皇子（即後來的文武天皇）的妻子，可是同樣沒有史料可以證明。